# Чартоломе
Чартоломе (пол. Czartołomie) — село в Польщі, у гміні Хойниці Хойницького повіту Поморського воєводства.
Населення — 208 осіб (2011).
У 1975-1998 роках село належало до Бидгощського воєводства.

## Демографія
Демографічна структура станом на 31 березня 2011 року:
|          | Загалом | Допрацездатний вік | Працездатний вік | Постпрацездатний вік |
| -------- | ------- | ------------------ | ---------------- | -------------------- |
| Чоловіки | 102     | 21                 | 69               | 12                   |
| Жінки    | 106     | 33                 | 55               | 18                   |
| Разом    | 208     | 54                 | 124              | 30                   |